# FC Etar 1924 Veliko Tarnovo
FC Etar foi uma equipe búlgara de futebol com sede em Veliko Tarnovo. Disputava a segunda divisão da Bulgária (B Football Group).
Seus jogos foram mandados no Ivaylo Stadium, que possui capacidade para 25.000 espectadores.

## História
O FC Etar foi fundado em 2002.